# Mchówek
Mchówek – wieś w Polsce położona w województwie kujawsko-pomorskim, w powiecie włocławskim, w gminie Izbica Kujawska.
W latach 1954–1960 wieś była siedzibą gromady Mchówek.
W latach 1975–1998 miejscowość administracyjnie należała do województwa włocławskiego.
Według Narodowego Spisu Powszechnego (III 2011 r.) liczyła 284 mieszkańców. Jest trzecią co do wielkości miejscowością gminy Izbica Kujawska.